# Ectropothecium squarrifolium
Ectropothecium squarrifolium är en bladmossart som beskrevs av Nishimura 1985. Ectropothecium squarrifolium ingår i släktet Ectropothecium och familjen Hypnaceae. Inga underarter finns listade i Catalogue of Life.